# Lista de livros sobre o Rei Artur
Esta é uma lista de livros sobre o rei Artur e outros personagens relacionados. A literatura ao redor do rei Artur e seus cavaleiros teve seu início na Idade Média, constituindo o chamado ciclo arturiano da Matéria da Bretanha da literatura medieval. O interesse pelos personagens continuou na Idade Moderna e persiste até a atualidade.

## Século VI
- De Excidio et Conquestu Britanniae de Gildas não menciona Artur mas sim a Batalha do Monte Badon, associada a Artur por autores posteriores

## Século IX
- Historia Brittonum atribuída a Nênio

## Século X
- Annales Cambriae

## Século XII

### Galês
- Culhwch e Olwen, c. 1100, incorporado na coletânea Mabinogion

### Latim
- Gesta Regnum Anglorum por Guilherme de Malmesbury (1125)
- Historia Anglorum por Henrique de Huntingdon (1129)
- Vita Santi Gildae por Caradoc de Llancarfan (circa 1120-1130)
- Obras de Godofredo de Monmouth
  - Historia Regum Britanniae circa 1136-8
  - Vita Merlini circa 1140

### Francês
- Roman de Brut por Wace circa 1155
- Tristan por Tomás da Inglaterra circa 1170
- Tristan por Béroul circa 1170
- Lais por Maria de França circa 1170
- Poemas de Chrétien de Troyes
  - Érec et Énide circa 1170
  - Cligès circa 1170
  - Ivain, o Cavaleiro do Leão circa 1180
  - Lancelote, o Cavaleiro da Carreta circa 1180
  - Perceval ou le Conte du Graal circa 1190

- Poemas de Robert de Boron
  - Joseph d'Arimathie
  - Merlin
  - Perceval

### Alemão
- Tristan por Eilhart von Oberg circa 1170
- Lanzelet por Ulrich von Zatzikhoven finais do século XII
- Iwein e Erec, por Hartmann von Aue, fins do século XII

## Século XIII

### Francês
- Ciclo do Lancelote-Graal, 1210-1230
  - Estoire del Saint Grail
  - Estoire de Merlin
  - Lancelot propre
  - Queste del Saint Graal
  - Mort Artu

- Tristão em Prosa
- Perlesvaus, década de 1240
- Ciclo da Pós-Vulgata, 1230-1240

### Português
- Demanda do Santo Graal, tradução de parte da Pós-Vulgata francesa. A Demanda é atualmente preservada num manuscrito do século XV

### Alemão
- Tristan por Gottfried von Strassburg, década de 1210
- Parzival por Wolfram von Eschenbach, década de 1210
- Daniel von Blumenthal por Der Stricker circa 1220
- Poemas de Der Pleier
  - Garel von dem blühenden Tal, circa 1230 ou 1250-80
  - Tandareis und Flordibel circa 1250-80
  - Meleranz circa 1250-80

### Língua nórdica antiga
- Obras em prosa de Irmão Roberto
  - Tristrams saga ok Ísöndar, 1226 (derivado do Tristan de Tomás da Bretanha)
  - Ivens Saga, 1226 (derivado de Ivã, o Cavaleiro do Leão de Chrétien de Troyes)

### Inglês
- Brut por Layamon (derivado da obra de Godofredo de Monmouth)
- Sir Tristrem circa 1300 (derivado do Tristan de Tomás da Bretanha)
- Arthur and Merlin circa 1300

## Século XIV

### Inglês
- Alliterative Morte Arthure
- Stanzaic Morte Arthur
- Sir Gawain e o Cavaleiro Verde

## Século XV

### Inglês
- Arthur
- Le Morte d'Arthur por Thomas Malory
- Sir Gawain and the Carle of Carlisle

### Italiano
- Orlando Enamorado por Matteo Maria Boiardo (fusão entre personagens e situações da Matéria de França e do ciclo arturiano)
- La Tavola Ritonda, segundo quartel do século XV

### Catalão
- Tirante o Branco por Joanot Martorell e Martí Joan de Galba, c. 1460 (contém referências a personagens e situações dos romances arturianos)

## Século XVI

### Espanhol
- Amadis de Gaula por Garci Rodríguez de Montalvo, 1508 (contém referências a personagens e situações dos romances arturianos)

### Italiano
- Orlando Furioso por Ludovico Ariosto, 1516 (fusão entre personagens e situações da Matéria de França e do ciclo arturiano)

### Inglês
- A Rainha das Fadas por Edmund Spenser, 1590

### Alemão
- Tragedia von der strengen Lieb, Herr Tristant mit der schönen Königen Isalden, obra teatral de Hans Sachs (1553)

## Século XIX
- The Lady of Shalott por Alfred Tennyson (1833)
- Idílios do Rei, por Alfred Tennyson (1856–1885)
- A Connecticut Yankee in King Arthur's Court por Mark Twain (1889)

## Século XX
- Obras de Howard Pyle
  - The Story of King Arthur and His Knights (1903)
  - The Story of the Champions of the Round Table (1905)
  - The Story of Sir Launcelot and His Companions (1907)
  - The Story of the Grail and the Passing of Arthur (1910)

- The Acts of King Arthur and His Noble Knights por John Steinbeck (1958-59)